# Francesco Balducci
Pour les articles homonymes, voir Balducci.
Francesco Balducci (né en 1579 à Palerme et mort entre le 30 novembre 1642 et le 31 décembre 1642 à Rome) est un poète italien du XVIIe siècle.

## Biographie
Francesco Balducci mena, pendant plusieurs années, une vie errante : il s’enrôla à Rome, dans les troupes que le pape Clément VIII envoyait en Allemagne, et, après y avoir fait quelque séjour, revint à Rome, où il se livra à ses travaux littéraires. Recherchant toujours la protection des puissants, Francesco Balducci la perdit par son humeur difficile et vécut dans la pauvreté. Il fut chapelain de l’hôpital de Saint-Sixte, et ensuite accueilli et logé chez le prince de Gallicano, Pompeo Colonna ; mais il y tomba malade, et ne voulant point être incommode dans le palais de ce prince, il se fit transporter à l’hôpital de la Basilique Saint-Jean-de-Latran, où il mourut, en 1642.

## Œuvres
Réputé dans le genre anacréontique, Crescimbeni assure qu'il fut le premier à composer des oratorii et des cantates. Ses poésies lyriques, ou Rime, ont été publiées, la 1re partie, à Rome, 1650 et 1645, in-12 ; la 2e ibid., 1646 et 1647 ; ensuite les deux parties, à Venise, 1655 et 1663, in-12. Ses Canzoni siciliane, qui ne manquent pas d’originalité, ont été insérés dans le tome 1er, 2e partie, des Muse siciliane, etc., Palerme, 1647 et 1662, in-12.